# سامبرانا
سامبرانا دهستانی در استان آلابای اسپانیا است.
در این دهستان ۳۶۲ نفر زندگی می‌کنند. مساحت این دهستان 39.70 کیلومتر مربع است.

## مراجع
- نام، جمعیت و مساحت از درگاه ملی آمار (اسپانیا) گرفته شده است.